# V1291 Aquilae
Désignations
V1291 Aquilae est une étoile de la constellation de l'Aigle. Elle a une teinte jaune-blanche et est faiblement visible à l'œil nu avec une magnitude apparente qui fluctue autour de 5,65. D'après la parallaxe, elle est située à une distance d'environ ∼ 278 a.l. (∼ 85,2 pc) du Soleil. Elle se rapproche avec une vitesse radiale de -22 km/s.
Il s'agit d'une étoile chimiquement particulière ou étoile Ap, avec un type spectral de F0VpSrCrEu, correspondant à une étoile de la séquence principale de type F avec des anomalies d'abondance de strontium, de chrome et d'europium dans le spectre. C'est une étoile variable de type Alpha2 Canum Venaticorum dont la magnitude apparente varie de 5,61 à 5,67 avec une période de 223,826 jours. Il s'agit très probablement de la période de rotation de l'étoile. V1291 Aquilae a été l'une des premières étoiles Ap découvertes avec une période de plus de 100 jours. Elle montre une intensité de champ magnétique de surface de 3,6 kG.